# Syracuse (New York)
Cet article concerne la ville de l’État de New York nommée Syracuse. Pour les autres significations du nom Syracuse, voir Syracuse (homonymie).
Syracuse est une cité (city) américaine située dans l'État de New York, siège du comté d'Onondaga. D'après le recensement de 2010, la municipalité a une population totale de 145 306 habitants, et son agglomération compte 732 117 habitants. Elle est le foyer économique et académique du centre de l'État de New York, une région de plus d'un million d'habitants. La cité doit son nom à la commune italienne du même nom, Syracuse, qui se trouve sur la côte est de la Sicile. Ce nom est choisi en raison des points communs que partagent les deux lieux: une industrie du sel importante et une municipalité voisine s'appelant Salina (du nom de l'une des îles Éoliennes).

## Histoire

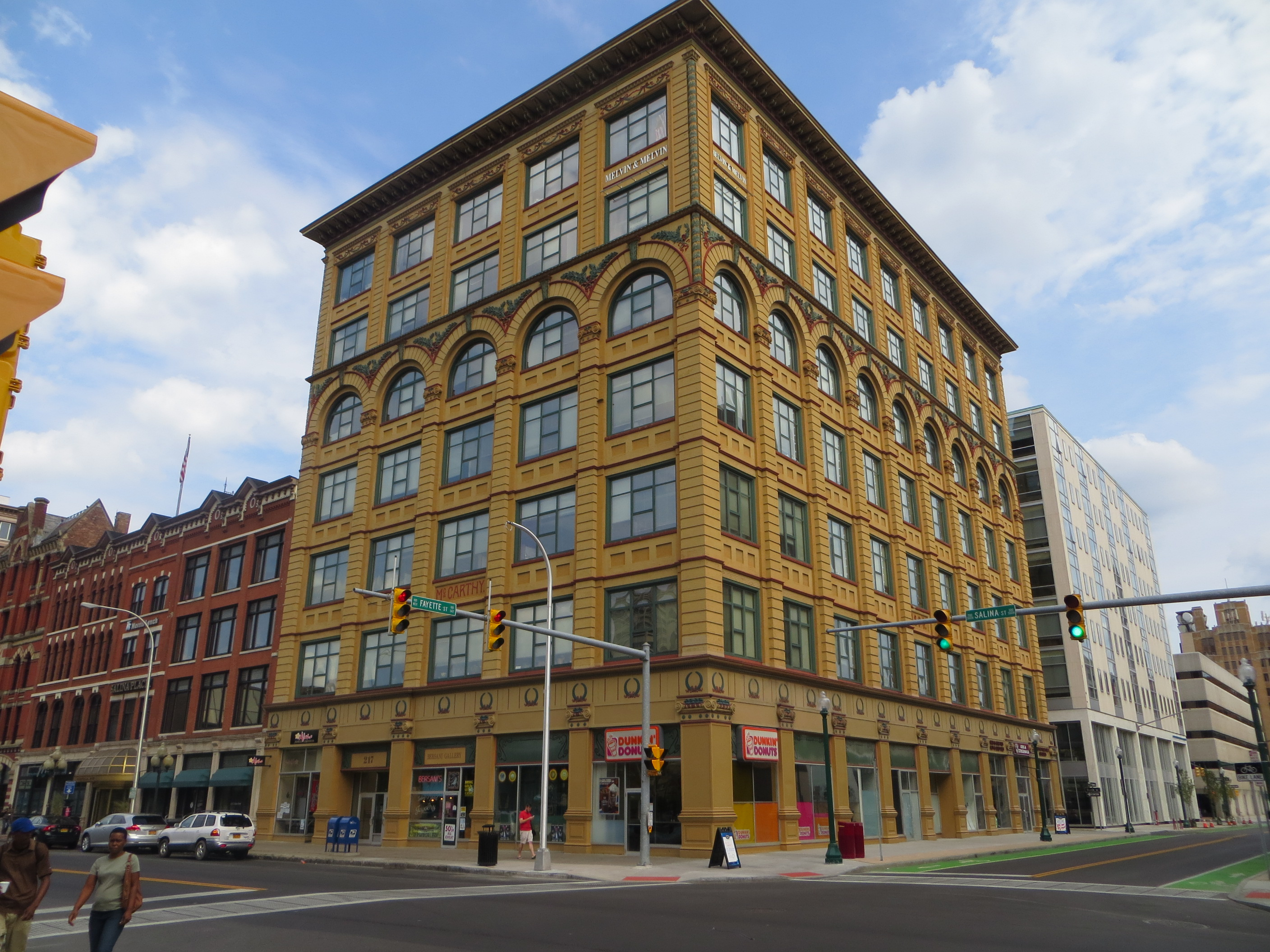
Le bâtiment McCarthy.

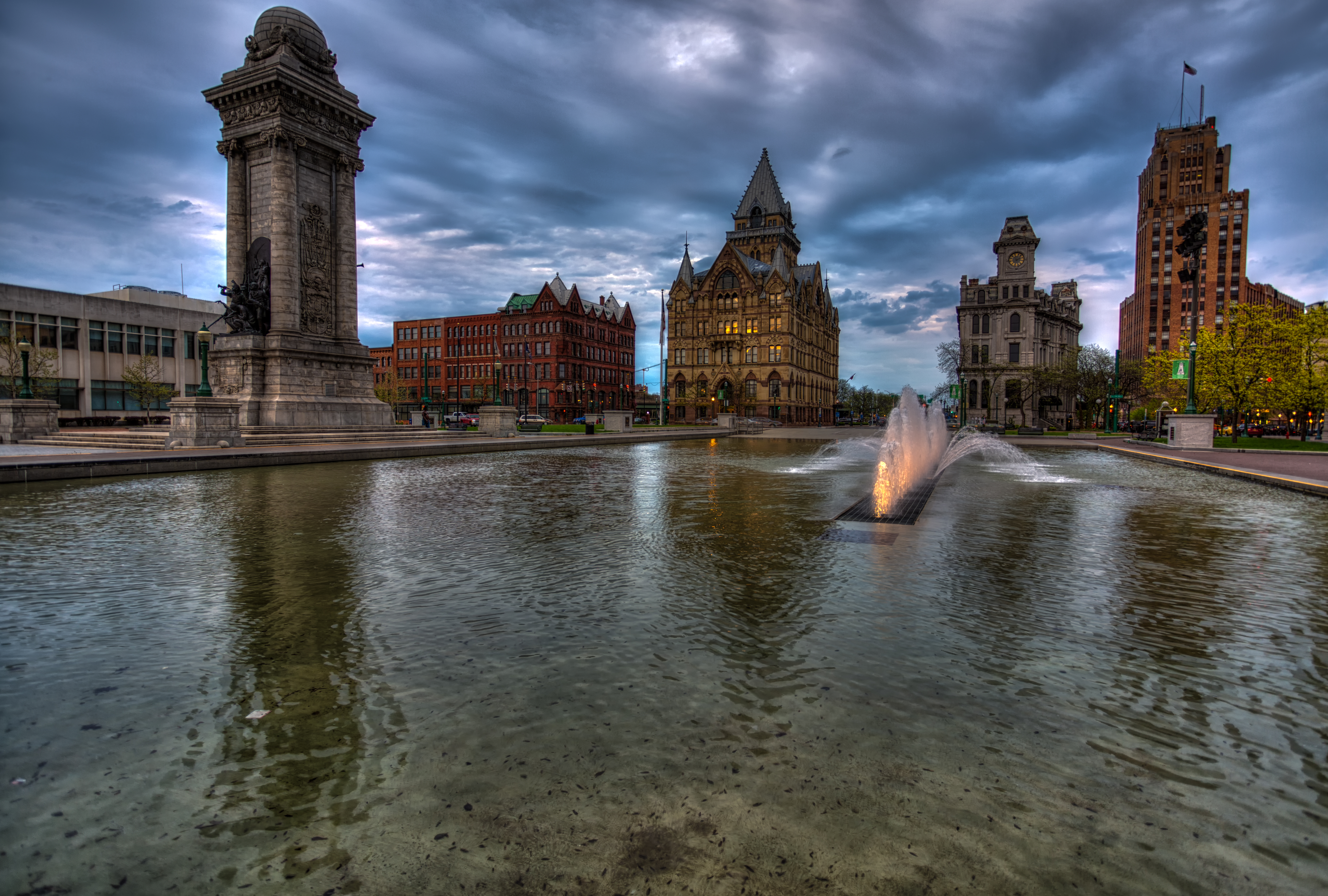
Place Clinton.

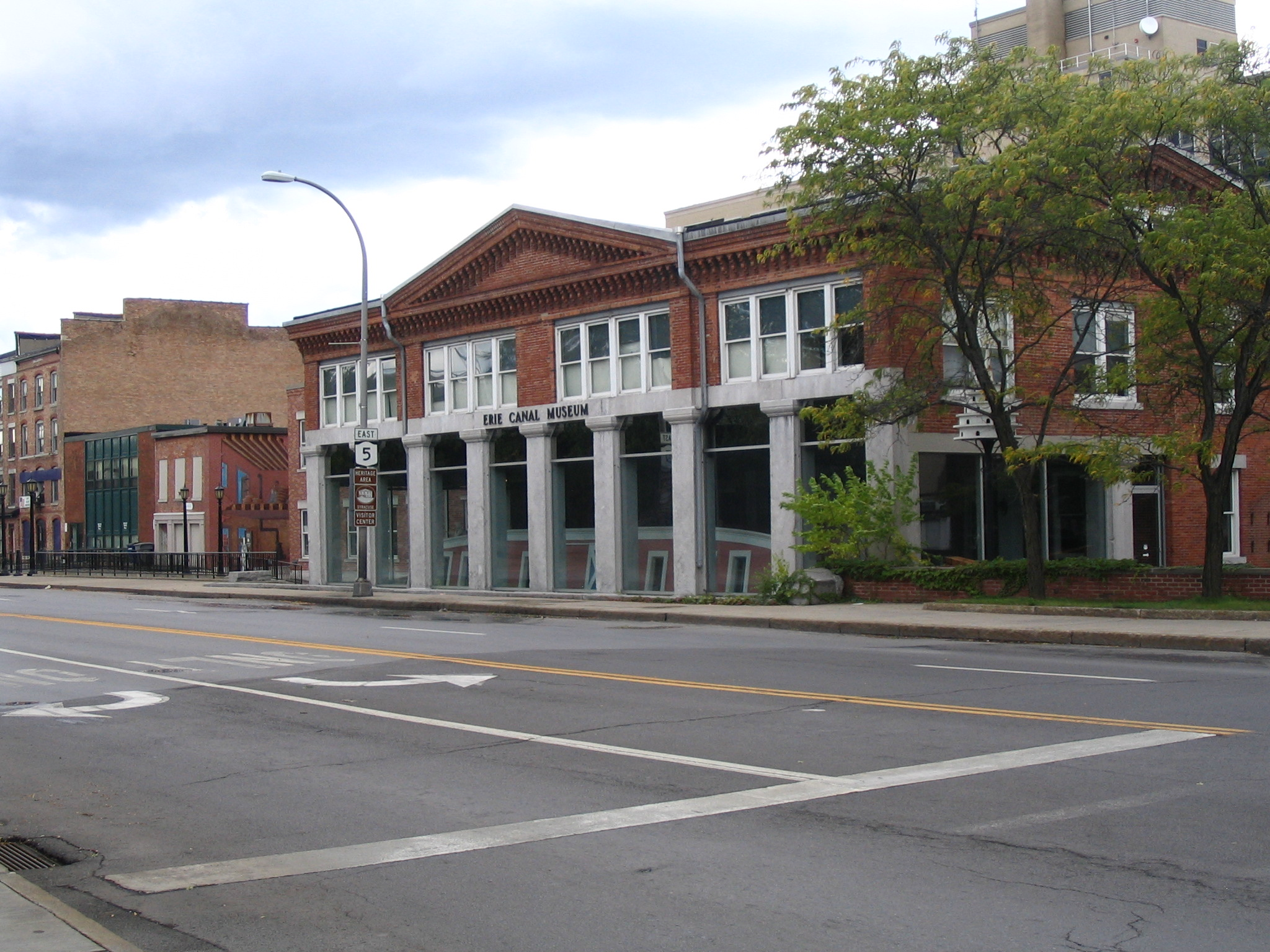
Musée du canal Érié.

La région de Syracuse est découverte par les Européens lorsque des missionnaires français y arrivent dans les années 1600. Un groupe de jésuites, de militaires et de coureurs des bois (parmi lesquels Pierre-Esprit Radisson) établirent une mission sur la rive sud-ouest du lac Onondaga après y avoir été invités par les Onondagas, l'une des cinq tribus de la confédération des Iroquois.
Au terme de la guerre d'indépendance des États-Unis, de nouveaux colons viennent s'établir dans la région, attirés par le commerce avec les indiens Onondaga. Plusieurs salines furent découvertes dans les marécages de Syracuse, valant à la municipalité son surnom de Salt City. Le nom de cette colonie varie à plusieurs reprises : d'abord appelée Webster's Landing (1786), puis Bogardus Corners (1796), elle devient Milan (1809), South Salina (1812), Cossits’ Corners (1814) et Corinth (1817) ; cependant, le Postal Service s'oppose à ce dernier nom, car il existe alors déjà un bureau de poste de nom de « Corinth » à New York. Le nom définitif est adopté par analogie avec les salines entourant la commune sicilienne de Syracuse. En 1820, le village de Syracuse reçoit le statut officiel de commune. Cinq ans plus tard, le canal Érié relie l'agglomération. En 1839, Syracuse annexe la municipalité voisine de Salina et obtient le statut de cité de l’État de New York.
Avec la croissance de l'industrie du sel, Syracuse devient l'un des foyers du mouvement abolitionniste. Le 1er octobre 1851, un esclave affranchi nommé Jerry est arrêté en application de la loi sur les esclaves en fuite. Le Liberty Party antiesclavagiste y tient à ce moment sa convention : à l'annonce de cette arrestation, plusieurs centaines d’abolitionnistes convergent vers la prison pour libérer le convict. Au cours de la guerre de Sécession, Syracuse est l'une des localités d'étape pour le chemin de fer clandestin.
L'industrie du sel se met à decliner au terme de la guerre de Sécession, mais elle est relayée par de nouvelles activités industrielles. Parmi les entreprises qui s'établissent au cours de la Belle époque, il y a lieu de citer la Franklin Automobile Company, qui produit les premiers moteurs à refroidissement à air, et Craftsman Workshops, fleuron du magnat de l'ameublement, Gustav Stickley.
Plusieurs immeubles historiques de Syracuse ont été démolis dans les années 1950 et 1960, cependant qu'on construisait des musées et des locaux administratifs. La population connait un pic avec 221 000 habitants en 1950. Dans les années 1980, plusieurs immigrants venus d’Afrique et d’Amérique centrale s'établissent à Syracuse, sous les auspices de certaines fondations religieuses ; mais cet afflux de nouveaux citadins est impuissant à enrayer l'hémorragie démographique vers la banlieue (dont la population, elle, est très stable).
La récession industrielle à Syracuse remonte aux années 1970. La faillite de plusieurs entreprises moyennes accélère la hausse du chômage ; son niveau redescend dans les années suivant et la municipalité est aujourd'hui fortement attachée au Parti démocrate, comme le reste de l'État.

## Géographie
La municipalité a une superficie totale de 66,4 km2, dont 65,0 km2 de terres et 1,4 km2 d'eau, soit 2,15 % d'eau (principalement le lac Onondaga).

### Municipalités limitrophes
| Lac Ontario                                  | Watertown (New York), Pulaski (New York) |                                                  |
| Irondequoit (New York), Rochester (New York) | Syracuse                                 | Utica (New York), Rome (New York), East Syracuse |
| Auburn (New York)                            | Cortland (New York)                      | Oneonta (New York), Norwich (New York)           |

### Démographie
| Groupe            | Syracuse | New York | États-Unis |
| ----------------- | -------- | -------- | ---------- |
| Blancs            | 56,0     | 65,8     | 72,4       |
| Afro-Américains   | 29,5     | 15,9     | 12,6       |
| Autres            | 2,7      | 7,5      | 6,4        |
| Asiatiques        | 5,5      | 7,3      | 4,8        |
| Métis             | 5,2      | 3,0      | 2,9        |
| Amérindiens       | 1,1      | 0,6      | 0,9        |
| Total             | 100      | 100      | 100        |
|                   |          |          |            |
| Latino-Américains | 8,3      | 17,6     | 16,7       |

Selon l’American Community Survey, pour la période 2010-2014, 81,78 % de la population âgée de plus de cinq ans déclare parler l'anglais à la maison, 6,16 % déclare parler l'espagnol, 1,58 % une langue chinoise, 1,43 % une langue africaine, 0,86 % l'arabe, 0,85 % le vietnamien, 0,75 % le français, 0,54 % l'italien et 6,05 % une autre langue.

### Religions
Syracuse est le siège d'un évêché catholique.

## Politique et administration
La municipalité est dirigée par un maire et un conseil de neuf membres, élus pour un mandat de quatre ans. 

### Les maires
| Période                                  | Période  | Identité         | Étiquette   | Qualité |
| ---------------------------------------- | -------- | ---------------- | ----------- | ------- |
| juillet 2001                             | 2009     | Matthew Driscoll | Démocrate   |         |
| 1er janvier 2010                         | 2017     | Stephanie Miner  | Démocrate   |         |
| 1er janvier 2018                         | En cours | Ben Walsh        | Indépendant |         |
| Les données manquantes sont à compléter. |          |                  |             |         |

## Économie
L'économie de Syracuse a subi le contrecoup de la désindustrialisation dans les dernières décennies du XXe siècle, et le chômage n'a pas cessé d'augmenter. Le principal gisement d'emploi est aujourd'hui le secteur éducatif et les services. Le quartier de University Hill, tiré par la prospérité de l’université de Syracuse et d’Upstate Medical University (faculté de l’université d'État de New York) et des dizaines de cliniques, est le plus dynamique.

### Principaux employeurs
Les principaux employeurs du bassin de Syracuse, au 1er janvier 2008, sont selon l’effectif du personnel :
- université d'État de New York, faculté de médecine d'Upstate: 6 400 salariés ;
- université de Syracuse: 5 925 salariés ;
- Wegmans Food Markets : 3 760 salariés ;
- hôpital St Joseph (Syracuse, New York) : 3 150 salariés ;
- Magna International: 600 salariés (fermé depuis août 2012) ;
- hôpital Crouse : 2 400 salariés ;
- Lockheed Martin: 2 350 salariés ;
- National Grid États-Unis: 1 860 salariés ;
- Loretto (service d'aide aux personnes âgées): 1 825 salariés.

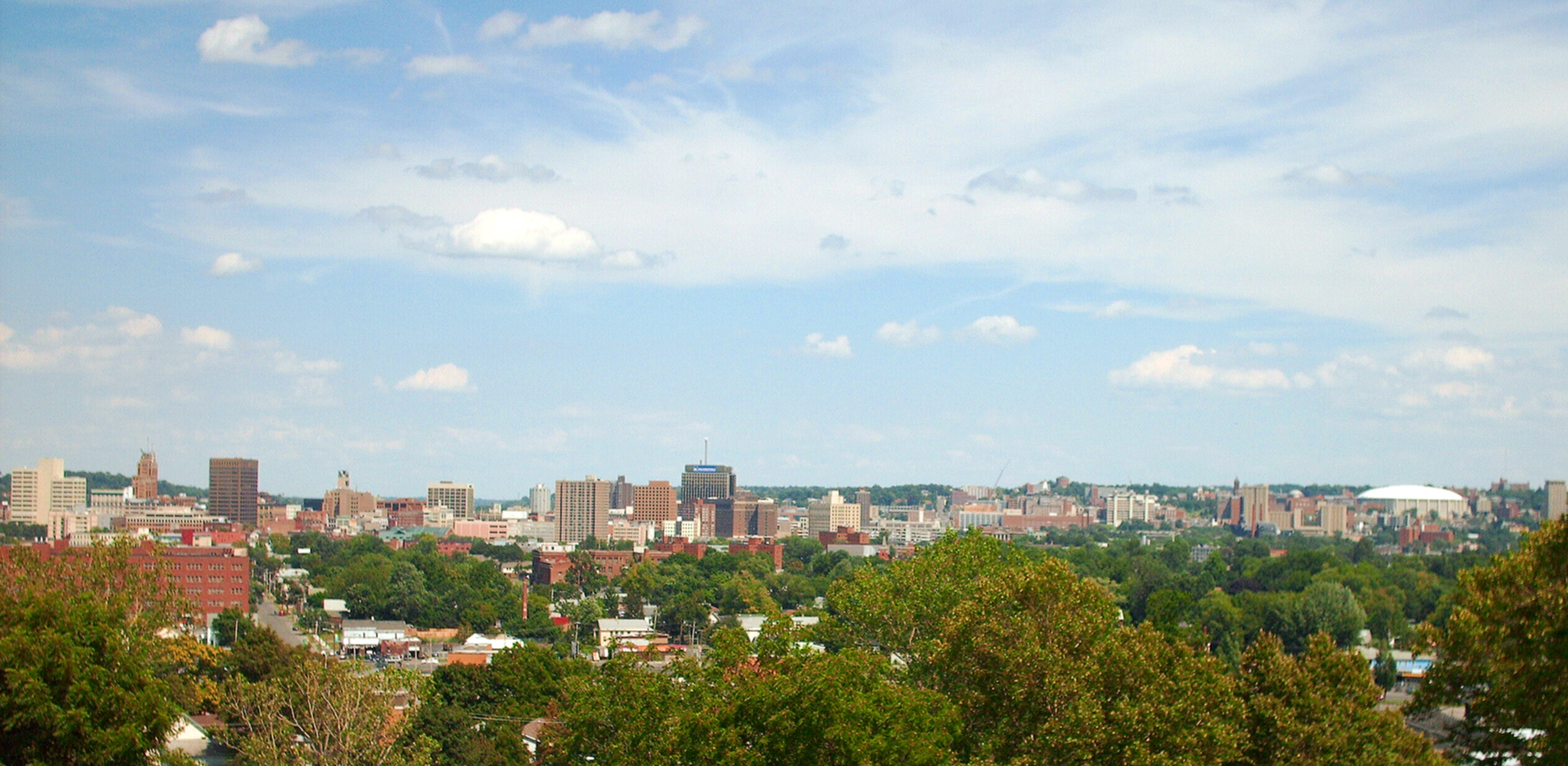
Panorama depuis le nord-ouest, montrant le centre-ville (à gauche) et le Carrier Dome de l’université de Syracuse à droite.

Le groupe Bristol-Myers Squibb, fondée par un ancien étudiant de Hamilton College, possède un complexe de bureaux à East Syracuse. Time Warner Cable y a établi l'un de ses départements.
Aujourd’hui la région de Syracuse ne compte plus de gros employeurs : une multitude de PME assurent le maintien du taux d'activité. Huit des onze plus gros employeurs sont actifs dans le domaine de l’éducation ou le secteur tertiaire.
Le taux de chômage de Syracuse (5 %) est comparable au taux de chômage national de 4.8 % (mars 2006). Tout au long de 2006, l'agglomération a vu le nombre d'emplois croître et au premier trimestre 2006, le taux de croissance rivalisait avec celui de New York pour le record de l’État.

## Quartiers

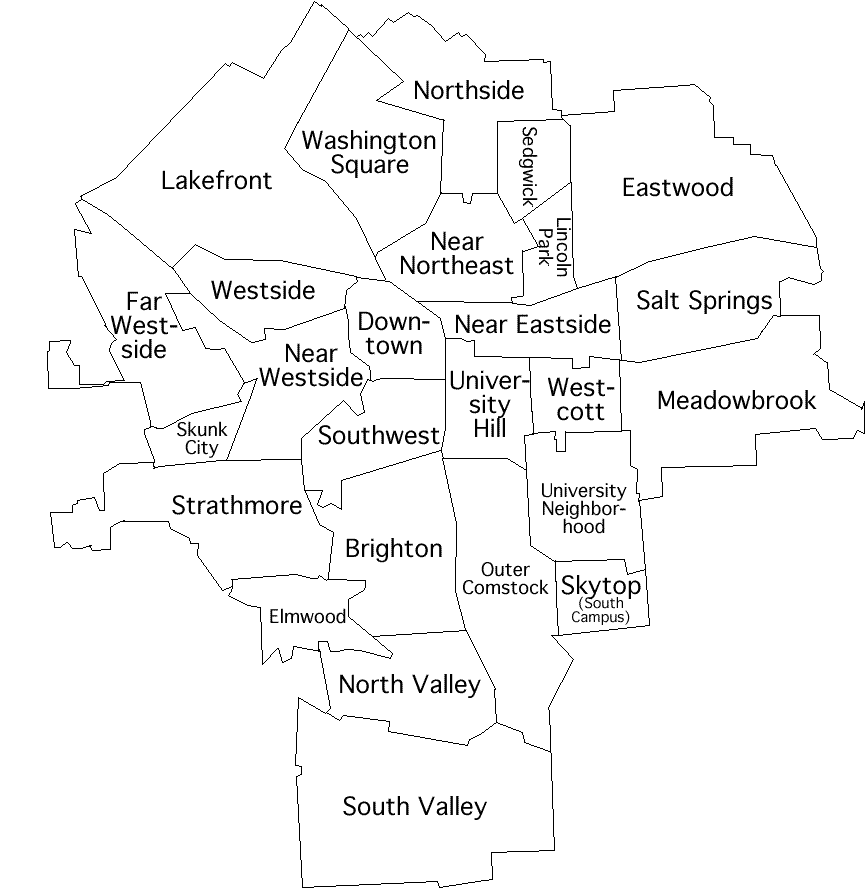
Quartiers de Syracuse.

Syracuse est composée de plusieurs quartiers, comme la plupart des cités américaines : quartier d'affaires, le bourg (le centre) et les villas et maisons autour.

## Transports

### Bus et chemins de fer
La cité possède une gare desservie par les trains du réseau Amtrak.

### Aéroports
- Aéroport international de Syracuse-Hancock

### Routes
- Interstate 81
- Interstate 90
- Interstate 690
- Interstate 481
- U.S. Highway 11
- U.S. Highway 20
- New York State Route 175

## Culture

### Sports
- Dans les années 1930 et 1940, une franchise de hockey sur glace de la Ligue internationale de hockey puis de la Ligue américaine de hockey évolue à Syracuse : les Stars. Ces Stars gagnent la première édition de la Coupe Calder, récompense suprême de la LAH.
- Entre 1946 et 1963, une franchise de NBA y est établie: les Syracuse Nationals, qui seront champions en 1955. L'équipe déménage ensuite, devenant les 76ers de Philadelphie[11].
- Depuis 2001, le Crunch a pris la suite pour évoluer à Syracuse dans la LAH.
- Les Mets de Syracuse
- Le quarterback Donovan McNabb a été drafté de l'université de Syracuse.
- Une université de basketball est aussi installée dans cette municipalité.

### Musées et bibliothèques
- Everson Museum of Art
- Milton J. Rebenstein Museum of Science and Technology
- Erie Canal Museum
- Onondaga County Public Library System

### Collèges et universités
L'université de Syracuse est une université de recherche majeure, et constitue le plus important employeur de la cité. Le nombre d'étudiants inscrits pour l'année académique 2006-2007 est de 19,082.
Deux collèges universitaires du système SUNY (State University of New York) sont adossés au campus de l'université de Syracuse, soit l'École de foresterie et d'environnement (Environmental Science and Forestry, ou SUNY-ESF) ainsi que l'école de médecine (SUNY Upstate Medical University).

## Personnalités liées à la municipalité
Étant nées à Syracuse :

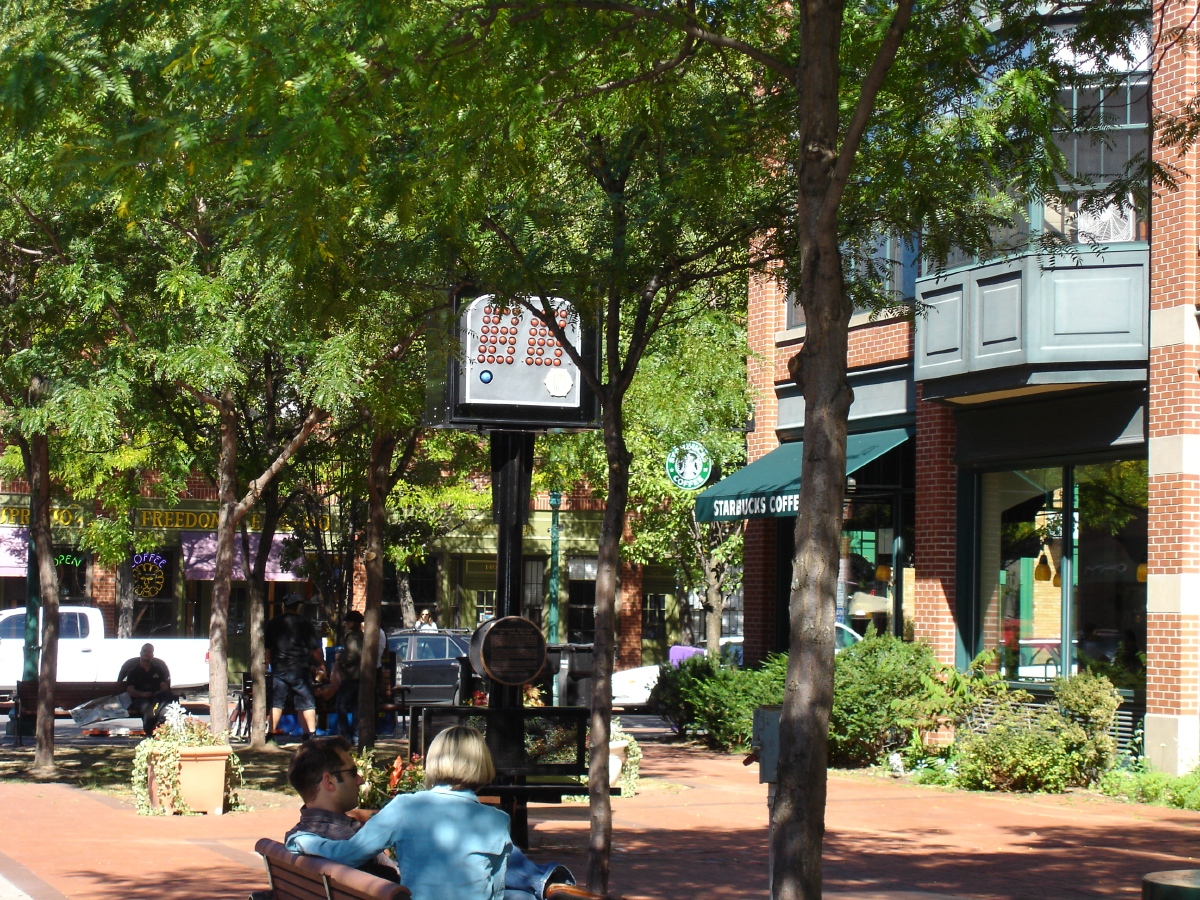
Rue du centre-ville.

- Blanche Dillaye (1851-1931), artiste.

Ayant suivi des cours à l'université de Syracuse :
- Richard Gere, acteur (Haute École de Cicero-North Syracuse (en)) ;
- Lou Reed, ancien frontman de The Velvet Underground, chanteur, guitariste ;
- Vaughn Bodé ;
- Adam Sandler ;
- Carmelo Anthony, joueur américain de basket-ball ;
- Michael Carter-Williams, joueur américain de basket-ball ;
- James Nacthwey, photographe ;
- Peter Falk, acteur, notamment célèbre pour son rôle du lieutenant Columbo.
- Tom Cruise, acteur

## Dans la culture populaire
- Slap Shot (film, 1976)
- Highlander (film, 1986)
- Blowin' Smoke ou Freak Talks About Sex (film, 1999)
- Big Daddy (film, 1999)
- Snow Day (film, 2000)
- Drive Me Crazy (film, 1999)
- The Express: The Ernie Davis Story (film, 2008)
- Unforgettable (série, saison 1 épisode 22)

## Jumelages
- Chiayi (Taïwan)
- Tampere (Finlande)